# Всемирные юношеские игры
Всемирные юношеские игры (англ. World Youth Games) — это международные соревнования среди спортсменов-юниоров. Игры проходили под патронатом Международного олимпийского комитета. Первые ВЮИ прошли в Москве в 1998 году. С 2004 года Всемирные юношеские игры проводились постоянно, за год до Олимпийских игр. С летних 2010 года и зимних 2012 года соревнований они стали Юношескими Олимпийскими играми.
Основная цель Игр — вовлечение в олимпийское движение спортивной молодёжи, её подготовка к сложным психологическим условиям международных стартов, отбор юных талантов к участию в будущих Олимпийских играх. В истории современного олимпийского движения ещё не было подобных соревнований.

## Первые Всемирные юношеские игры (Москва, 11—19 июля1998 года)
Девиз Игр: «Москва — открытый мир детства». В спортивных состязаниях приняли участие юные спортсмены более чем из 140 стран мира.
Оргкомитет ВЮИ возглавил мэр Москвы Юрий Лужков, рабочей группой руководил вице-мэр В. П. Шанцев, Исполнительной дирекцией генеральный директор МГФСО Лев Кофман. Заместителем руководителя Исполнительной дирекции Всемирных юношеских игр 1998 года в Москве был (1996—1998) Эдмунд Липинский. Большую помощь в подготовке и проведении ВЮИ оказали Олимпийский комитет России и Госкомспорт РФ. Открыл ВЮИ на главном олимпийском стадионе в Лужниках президент России Борис Ельцин. Президент Международного олимпийского комитета Хуан Антонио Самаранч вручил Золотой Олимпийский орден Юрию Михайловичу Лужкову. В соревнованиях участвовали спортивные делегации 131 страны. Через «Олимпийскую солидарность» МОК оказал материальную помощь в размере 100 тыс. долларов США, что позволило обеспечить проезд небольшим делегациям (3-4 чел.) из 30 стран.
Для перевозки участников соревнований была закуплена партия из 350 автобусов модели Ikarus 415.33.
Новые машины поступали в специальное транспортное предприятие по обслуживанию участников ВЮИ, организованное на базе нового, только что открывшегося, 18-го автобусного парка. Стоит отметить, что "олимпийский парк" был укомплектован специалистами и производственниками из числа лучших работников ГК «Мосгортранс». 15 июня 1998 года все машины новой для Москвы модели, выпущенные с завода пятью партиями, были полностью готовы к обслуживанию спортсменов. В автобусах были установлены дополнительные сидения, а снаружи, на борта нанесли символику Всемирных Юношеских Игр.bus.ruz.net
Были представлены все пять континентов: Европа — 45 стран, Азия — 35, Африка — 27, Америка — 20 и Океания — 4. Самыми представительными были делегации России — 344 чел., Украины — 229, Белоруссии — 221, Польши — 208, Бразилии — 205, Египта — 200, ЮАР — 156, США — 152, Португалии — 147, Франции — 123, Финляндии — 122. На ВЮИ прибыло 32 члена МОК, 43 президента НОК, министры спорта 13 стран, 15 президентов Международных спортивных организаций, 2148 официальных лиц из 131 страны.
Соревнования прошли по 15 видам спорта, которые пользуются наибольшей популярностью у молодёжи: баскетболу, борьбе вольной и греко-римской, волейболу, гандболу, гимнастике спортивной и художественной, дзюдо, лёгкой атлетике, плаванию и синхронному плаванию, теннису, настольному теннису, фехтованию, футболу. В соревнованиях участвовало 4676 спортсменов (2783 юноши и 1893 девушки). Средний возраст участников — 15,5 лет. Для обслуживания ВЮИ было привлечено 1400 судей, в том числе 320 зарубежных. На соревнованиях присутствовало около 1 млн зрителей.
На ВЮИ было разыграно 162 комплекта наград. Медали завоевали 682 спортсмена из 68 стран. В рамках ВЮИ-98 состоялся 1-й международный форум «Молодёжь — Наука — Олимпизм», в котором приняли участие 250 учёных из 41 страны мира. В рамках форума на научных конференциях было заслушано 96 докладов, представляющих собой итоговые результаты научных исследований по олимпийской тематике.
В период проведения ВЮИ спортивные федерации, ассоциации и клубы участвовали в программе неолимпийских видов спорта. В демонстрационных спортивных программах по 32 видам спорта (боулинг, дартс, кикбоксинг, шахматы, регби 13 и др.) соревновались 3500 спортсменов из России и около 1000 участников из 48 стран. Эти соревнования посетили около 140 тыс. зрителей.

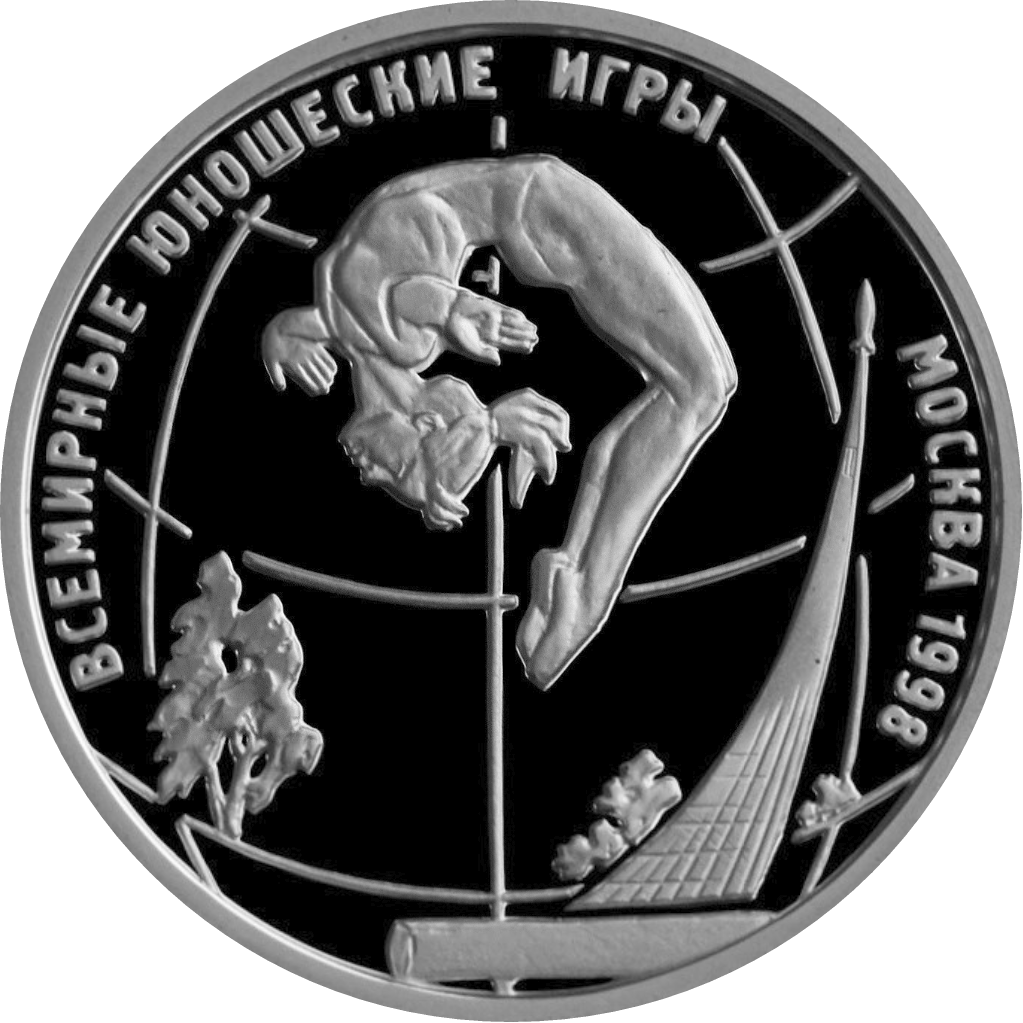
Памятная монета России. Гимнастка выполняет упражнение на фоне земного шара, дерева и Монумента «Покорителям космоса».

28 мая 1998 года Центральный банк России выпустил серию из шести памятных монет из серебра, посвященных Всемирным юношеским играм в Москве. Тираж каждой монеты — 25 тысяч.

## После 1998 года
С 2004 года Всемирные юношеские игры проводились постоянно, за год до Олимпийских игр. С летних 2010 года и зимних 2012 года соревнований они стали Юношескими Олимпийскими играми.